# Pierre Sergent (imprimeur)
Pour les articles homonymes, voir Pierre Sergent et Sergent (homonymie).
Pierre Sergent est un libraire et imprimeur français du XVIe siècle qui a exercé de 1533 à 1547.

## Activité professionnelle
Pierre Sergent a repris l'enseigne « Sainct Nicolas » de Jehan Sainct-Denys à la mort de sa veuve, Claude. Cette enseigne était située rue Neufve Nostre Dame à Paris (cette rue située face à Notre-Dame a disparu en 1865 et elle est désormais englobée dans le parvis de la cathédrale, son emplacement historique est marqué par des gros pavés de couleur claire).
Outre l'enseigne, Pierre Sergent a également repris le quatrain qu'utilisait Jehan Sainct-Denys :
Enseigne moy mon dieu
Que ton vouloir ie face
Tat qu'au céleste lieu
Je puisse veoir ta face.
Jehan Sainct-Denys exploitait l'enseigne Sainct Nicolas en association avec Jehan Longis, Pierre Sergent continuera cette association jusqu'en 1540. Certains livres font apparaître les noms des deux associés, tandis que d'autres utilisent uniquement l'un des deux noms. Certaines publications portent même la marque de Jehan Sainct-Denys en 1533 et jusqu'en 1537.
Pierre Sergent épouse Perrette Bizart, avec qui il a une fille prénommée Catherine.

## Successions
Jean Bonfons, imprimeur et libraire depuis 1543 épouse Catherine, la fille de Pierre Sergent et devient son successeur en 1547. Il restera en activité jusqu'en 1566. À sa mort, c'est sa veuve Catherine qui reprend l'activité jusqu'en 1572. À la mort de Catherine, l'enseigne est reprise par le fils de Jean et Catherine Bonfons, Nicolas qui avait commencé à exercer rue Saint-Jacques à l'enseigne de « la Charité ». Il sera actif jusqu'en 1610.

## Quelques ouvrages imprimés par ou pour Pierre Sergent

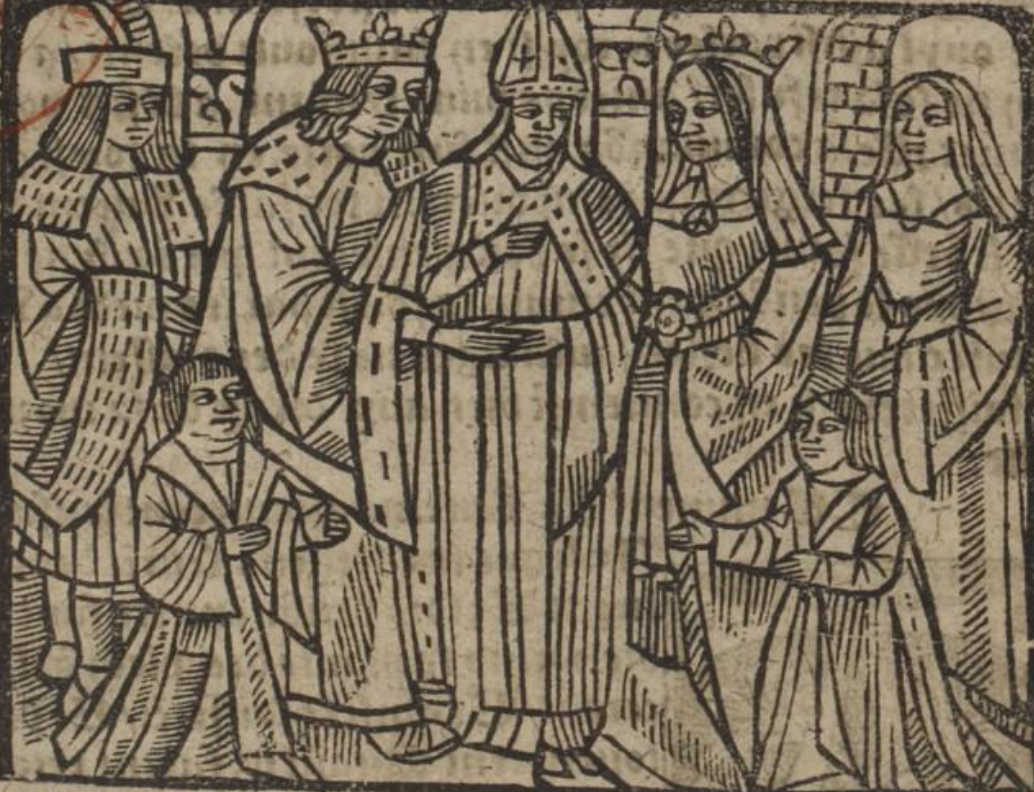
Gravure sur bois décorant la première page du Rōmāt De edipus

- Farce de Mundus, Caro, Demonia et farce des deux savetiers, auteurs inconnus
- Art et science de arismetique. moult utille et p[ro]ffitable…, vers 1520
- Dialogue de consolation entre l'ame et la raison, fait et composé par un religieux de la réformation de Fontevraud (François le Roy)[4], 1527
- Livre de lart de faulconnerie, Jean de Francières, 1532
- Le triumphe des Dames, Jehan Rodrigue de la Chambre, traduit en français par Fernand de Lucène pour Vasquemude de Villelobes
- Le mystère et beau miracle de S. Nicolas
- La Vie ma Dame saïcte Barbe et personnaiges
- Cronique et histoire faicte, Philippe de Commynes, 1539
- La guerre et le debat entre la langue les membres et le ventre, attribué à Jean d'Abondance, vers 1540
- Droictz nouveaux et arrestz d'amours publiez de par messieurs les senateurs du temple de Cupido, sur l'estat et police d'amour, pour avoir entendu le différent de plusieurs amoureux et amoureuses, 1541
- Les declamations, procedeures et arrests d'amours nouvellement donnez en la court et parquet de Cupidon, avec l'ordonnance sur le fait des masques, 1545
- Galien rethore noble & puissant chevalier : filz du conte Olivier de Vienne per de France : contenant plusieurs nobles victoires, tant en Espaigne que en Grece[4]
- Le blason des armes, avec les armes des princes et seigneurs de France et des dix-sept royaumes chrestiens[5]
- Vie de madame Sainte-Barbe, avec plusieurs des miracles d'icelle, et est à trente-huit personnaiges, in-4
- Vie (sensuyt la) et mystère de Saint-Andry, in-4
- Le Rōmāt De edipus filz du Roy Layus leql Edipus tua son pere et depuis espousa sa mere : Et en eut quatre enfans. Et parle de plusieurs choses excellentes